# سديم الإسكيمو
سديم الأسكيمو (NGC 2392) ، يعرف أيضاً بـ سديم وجه المهرج أو كالدويل 39 (طبقا لـ كتالوج كالدويل ) هو سديم كوكبي، ثنائي القطب و مزدوج القشرة ويرى في كوكبة التوأمين . اكتشف من قِبَل الفلكي ويليام هيرشل سنة 1787. تشكيل السديم يشبه رأس رجل محاط بقبعة لمعطف مشمّع (معطف واقي من البرد والمطر) ولهذا سمي بسديم الإسكيمو. السديم مُطَوَّق بالغاز المُكَون للطبقات الخارجية للنجوم المشابهة للشمس. يبعد عنا نحو 3000 سنة ضوئية.
تشبر عمليات الرصد إلى أن سديم الأسكيمو نشأ قبل نحو 10.000 سنة، حيث قذف نجم في حجم الشمس تقريبا الموجود في المركز بطبقاته الخارجية إلى الفضاء بسبب اضطرابات فيه . بهذا تكون هذا الشكل الذي نراه.
كما تشير الدراسات إلى أن النجم الموجود في وسط السديم يتكون من نجمين يتمددان بسرعتين مختلفتين وتنطلق منهما أغلفة غازية متداخلة كشرة البصلة . ويضيء غازات الغلاف اشعة شديدة صادرة من النجم الوسطي ذو الحرارة الشديدة .
بالنسبة إلى النجم الموجود في مركز السديم هو عبارة عن نجم قزم من نوع O8 (نوع أو 8) ولكن ضياؤه أشد نحو 40 مرة من ضياء الشمس. يقدر قدره المطلق بـنحو +0.7mag
وتبلغ درجة حرارة سطحه نحو 40.000 كلفن http://cseligman.com/text/atlas/ngc230a.htm.
تشير معلومات رصد سديم الإسكيمو إلى أن السديم في الحقيقة قد لا يكون مستديرا كما نراه، وإنما قد يكون في شكل قطبين ونراه من الأرض موازيا للخط الواصل بين قطبيه .

## اقرأ أيضا
- سديم النملة
- سديم الفراشة NGC 6302

- إن جي سي 6826
- إن جي سي 4236
- سديم هابل المتغير
- سديم الفراشة
- أوميجا قنطورس